# Солдатский сельсовет (Горшеченский район)
Солдатский сельсовет — сельское поселение в Горшеченском районе Курской области Российской Федерации.
Административный центр — село Солдатское.

## История
Статус и границы сельского поселения установлены Законом Курской области от 21 октября 2004 года № 48-ЗКО «О муниципальных образованиях Курской области»

## Население
| 2002  | 2010  | 2012  | 2013  | 2014  | 2015  | 2016  |
| ----- | ----- | ----- | ----- | ----- | ----- | ----- |
| 1471  | ↘1191 | ↘1143 | ↘1123 | ↘1099 | ↘1065 | ↘1055 |
| 2017  | 2018  | 2019  | 2020  | 2021  |       |       |
| ↘1030 | ↘1003 | ↘975  | ↗985  | ↗1017 |       |       |

## Состав сельского поселения
| №  | Населённый пункт | Тип населённого пункта       | Население |
| -- | ---------------- | ---------------------------- | --------- |
| 1  | Андреевка        | деревня                      | ↘0        |
| 2  | Бекетово         | деревня                      | ↗240      |
| 3  | Бекетовский      | посёлок                      | ↘150      |
| 4  | Богдановка       | деревня                      | ↘52       |
| 5  | Боровка          | деревня                      | ↘93       |
| 6  | Максимовка       | деревня                      | ↘189      |
| 7  | Михайловка       | посёлок                      | ↘2        |
| 8  | Немчиновка       | деревня                      | ↘43       |
| 9  | Никандровка      | деревня                      | ↘36       |
| 10 | Отрада           | деревня                      | ↘13       |
| 11 | Рындино          | деревня                      | ↘66       |
| 12 | Солдатское       | село, административный центр | ↘307      |